# 김민희 (1982년)
김민희(1982년 3월 1일 ~ )는 대한민국의 배우, 모델이다.

## 학력
- 리라초등학교 (졸업)
- 신광여자중학교 (졸업)
- 신광여자고등학교 (졸업)
- 단국대학교 연극영화학과 (졸업)
- 단국대학교 대학원 (공연예술학 / 석사)

## 생애

### 초기
- 김민희는 고등학교 재학 시절 패션 브랜드 관계자에 의해 길거리에서 캐스팅되어서 모델 활동을 시작했으며 하이틴 패션 잡지의 표지 모델로 연예계 데뷔를 하게 되었다.
- 그녀는 신민아, 김효진과 함께 네트워크세대라는 뜻의 ‘N세대 트로이카’로 불리며 '통통 튀는 모델'로 주목을 받았다.[2]
- 1999년 청소년 드라마 《학교 2》에서 일진 여학생 신혜원 역으로 배우 활동을 시작하였으며
- 평소 마른 몸매와 신비로운 외모로 여성들의 워너비 모델이었던 김민희는 해당 작품에서 반항적인 캐릭터를 연기했다. 이 작품으로 KBS 연기대상 청소년 연기상을 수상했다.[3]
- 2000년 이재용 감독의 영화 《순애보》를 통해 본격적인 배우의 길을 걷게 됐다.
- 이후 드라마 《성난 얼굴로 돌아보라》, 《줄리엣의 남자》(2000)에서 조연으로 출연하였다.
- 고등학교 졸업 후 2001년 3월에 단국대학교 예술대학 연극영화과에 진학하였다.

- 2002년 드라마 《순수의 시대》로 첫 주연을 맡았으나, 마치 국어책을 낭독하는 듯한 연기력으로 ‘발연기’라는 지적을 피할 수 없었으며 김민희에게는 뼈아픈 질타가 쏟아졌다.[3]
- 이후에도 《서프라이즈》(2002), 《형수님은 열아홉》(2000) 등에 출연하며 연기 활동을 이어 나갔지만 수많은 광고에서 보여준 'CF 스타'라는 인식이 더 강했고
- 연기자로서는 큰 성과는 얻지 못했다. 하지만 자신만의 톡톡 튀는 매력과 패셔니스타라는 호칭으로 젊은 여성들에게 워너비로 불리며 많은 사랑을 받았다.[4]

### 2006년~2015년: 연기파 배우로 성장

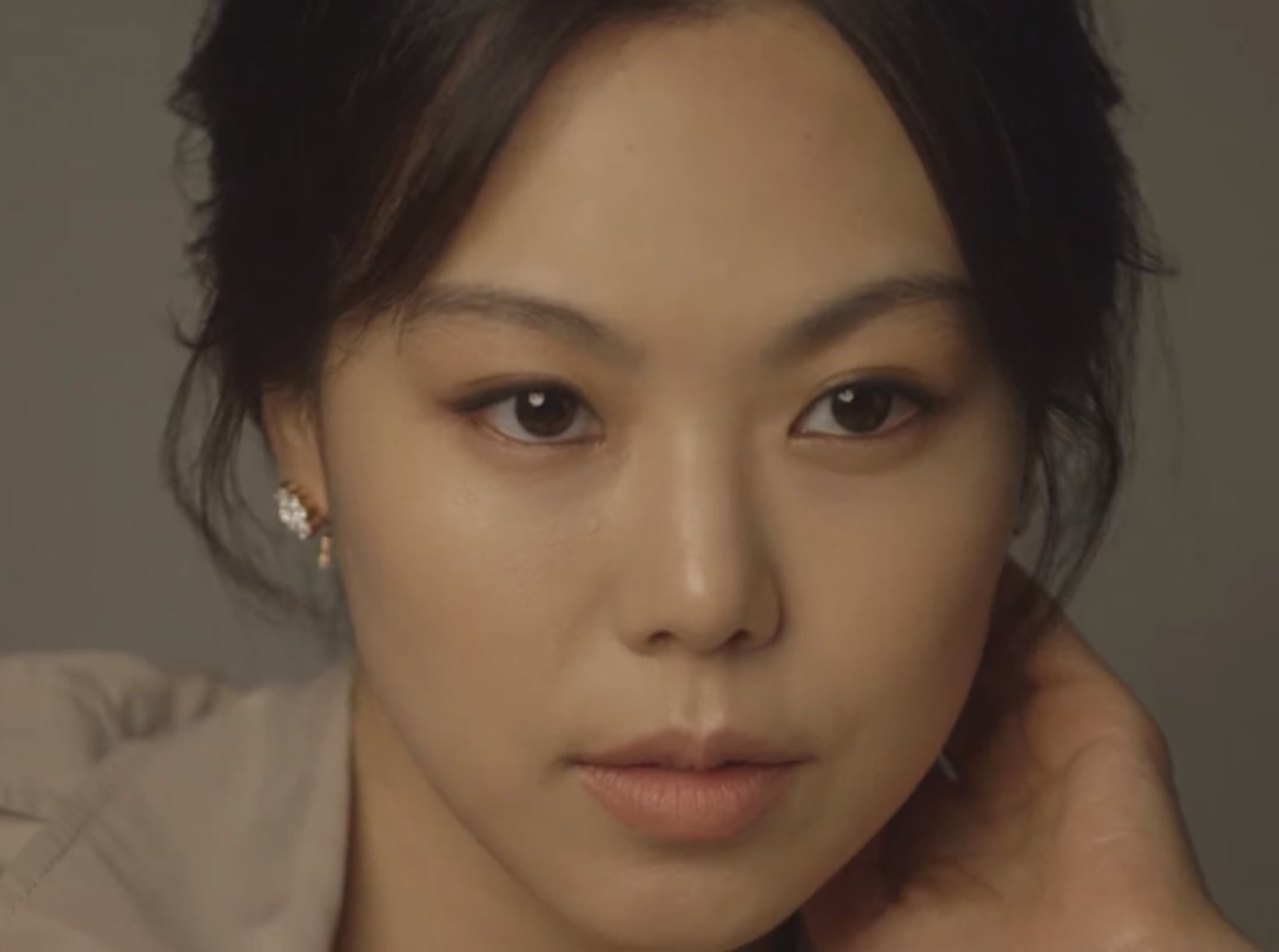
마리끌레르, 폴리폴리 화보에서 김민희

이후 김민희는 활동이 점점 뜸해지는 듯 했으나 1년 반여만인 2006년 3월, 노희경 작가와 작업한 멜로 드라마 《굿바이 솔로》로 컴백하였고, 극중 최미리 역을 연기하였다. 이 작품에서 김민희의 재발견으로 불리며 그녀 스스로도 "연기의 재미를 알게 됐다"라는 생각을 들게 할 만큼 한층 성숙해진 연기력을 보여줬다. 이듬해, 그녀는 영화 《뜨거운 것이 좋아》에서 시나리오 작가 아미 역을 맡아 당돌한 여성의 모습으로 많은 여성 관객들의 절대적인 지지와 공감을 이끌어냈다. 이어서 촬영한 영화 《여배우들》(2009)로 계속해서 배우로서 크게 성장하고 있는 모습을 보여주었다.
그리고 30대에 접어든 그녀는 미야케 미유키의 소설을 기반으로 한 2012년 영화 《화차》에서 과거에서 도망치기 위해 발버둥치며 늘 불안함에 사는 차경선 역을 연기했다. 이 작품으로 김민희는 한층 성숙하고 뛰어난 연기력으로 일약 영화계의 주목을 받기 시작했고, 국내 영화감독과 평론가들에게 ‘연기 잘하는 배우’로 재평가 받게 된다. 청룡영화상 여우주연상, 백상예술대상 영화부문 여자 최우수연기상 후보에 올랐으며, 부일영화상에서 여우주연상을 수상하였다. 김민희는 그동안 꼬리표처럼 따라오던 ‘모델 출신 연기 못하는 배우’에서 ‘노력하는 김민희’ 그리고 ‘김민희의 재발견’ 등 다양한 수식어들로 불리었다. 그리고 이듬해 2013년, 노덕 감독의 로맨스 영화 《연애의 온도》에서 이민기와 함께 주연을 맡아 이전의 패셔니스타의 모습은 전혀 없는, 염색을 한 지 한참 지나서 검은 머리가 올라와 있는 헤어스타일의 평범한 은행직원 장영 역을 연기하였고, 이 영화를 통해 다시 한 번 김민희만의 자연스러운 생활연기를 보여주었다. 그녀는 청룡영화상, 부일영화상 여우주연상 후보에 올랐으며, 백상예술대상 영화부문 여자 최우수연기상과 올해의 여성영화인상 연기상을 받으며 평단의 호평을 받으며, 출연한 영화 역시 관객 수 186만 명이라는 좋은 성적을 냈다.

### 2016년~현재

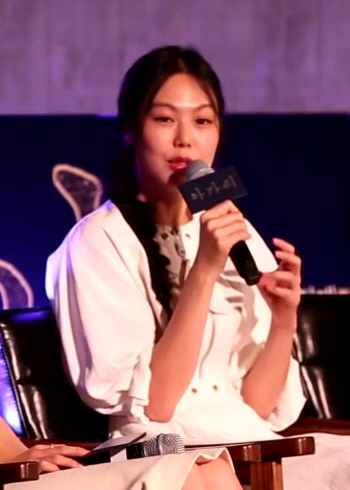
2016년, 영화 《아가씨》 제작보고회에서 김민희

2016년, 김민희는 박찬욱 감독의 영화 《아가씨》의 주연으로 발탁되어 배우 하정우, 김태리와 호흡을 맞췄다. 《아가씨》는 한국영화로는 4년 만에 칸 국제 영화제 경쟁부문에 공식 초청 되어 칸에서 처음으로 선공개되었고, 프린트 스크리닝에서 김태리와의 레즈비언 베드신이 공개되어 화제가 되었다. 박찬욱 감독은 그녀의 연기에 대해 “자신만의 독창적인 해석을 덧입혀 뛰어난 연기를 했다.”라고 말하며, 김민희가 칸 국제영화제 여우주연상을 받아도 부족함이 없을 만한 연기를 선보였다며 극찬했다. 김민희는 이 영화로 국내외의 호평을 받으며 디렉터스 컷 시상식, 청룡영화상에서 여우주연상을 수상하였다.
2016년 11월, 김민희가 홍상수 감독의 새 영화 《밤의 해변에서 혼자》의 촬영을 마치고 2017년 상반기 개봉이 유력하다고 언론매체에 보도 되었다. 이 영화는 2017년 2월 베를린 국제 영화제 경쟁부문에 초청 되었고, 영화 상영 이후 외신으로부터 박찬욱 감독의 《아가씨》에 이어 열연을 펼쳤다고 호평을 받았다. 김민희는 한국 배우 최초로 베를린 국제 영화제 은곰상 여우주연상을 수상하며 해외 영화제에서도 연기력을 인정 받았다.

2017년 4월, 김민희가 출연한 홍상수 감독의 두 편의 신작 영화 《클레어의 카메라》와 《그 후》가 각각 제70회 칸 국제 영화제 특별상영 부문 초청과 경쟁부문에 초청 되었고, 2년 연속 칸 레드카펫을 밟았다.

## 이성 관계

### 이정재와의 관계
김민희는 배우 이정재와 2003년부터 2006년까지 연인 관계였다. 이후 모델 겸 배우 이수혁과 2008년부터 2010년까지 교제했으며, 2013년부터 2014년까지 배우 조인성과 연인 관계였다.

### 홍상수와의 관계
2016년 6월, 김민희가 오세정 서울대학교 총장의 지인이자 영화 감독인 홍상수와 영화 《지금은맞고그때는틀리다》에서 감독과 배우로서 만난 이후 1년여 동안 부적절한 관계를 이어왔다는 열애 스캔들이 터졌다. 스캔들이 터질 당시 김민희는 2017년 영화 《아가씨》에서의 연기로 평단과 대중의 호평을 받고 있었기에 스캔들은 보다 더 큰 파장을 낳았고, 두 사람의 관계가 불륜임이 밝혀져 비난의 목소리는 한층 더 커져갔다.
또 김민희는 2017년 3월 13일 롯데시네마 건대입구점에서 열린 영화 《밤의 해변에서 혼자》 언론, 배급 시사회에 홍상수 감독과 참석해 두 사람의 관계를 묻는 KBS 기자의 질문에 "두 사람은 사랑하는 사이"라고 밝히며 “진심을 다해 사랑하며, 다가올 상황, 현재 놓은 상황, 모든 것을 겸허히 받아들인다”라고 말했다.

## 출연 작품

### 영화
| 연도   | 제목                    | 역할          | 감독   | 비고 |
| ------ | ----------------------- | ------------- | ------ | ---- |
| 2000년 | 순애보                  | 미아          | 이재용 |      |
| 2002년 | 서프라이즈              | 미령          | 김진성 |      |
| 2008년 | 뜨거운 것이 좋아        | 김아미        | 권칠인 |      |
| 2009년 | 여배우들                | 본인          | 이재용 |      |
| 2011년 | 모비딕                  | 성효관        | 박인제 |      |
| 2012년 | 화차                    | 차경선        | 변영주 |      |
| 2013년 | 뒷담화: 감독이 미쳤어요 | 본인          | 이재용 |      |
| 2013년 | 연애의 온도             | 장영          | 노덕   |      |
| 2014년 | 우는 남자               | 최모경        | 이정범 |      |
| 2015년 | 지금은맞고그때는틀리다  | 윤희정        | 홍상수 |      |
| 2016년 | 아가씨                  | 이즈미 히데코 | 박찬욱 |      |
| 2017년 | 밤의 해변에서 혼자      | 영희          | 홍상수 |      |
| 2017년 | 클레어의 카메라         | 전만희        | 홍상수 |      |
| 2017년 | 그 후                   | 송아름        | 홍상수 |      |
| 2018년 | 풀잎들                  | 아름          | 홍상수 |      |
| 2019년 | 강변호텔                | 아름          | 홍상수 |      |
| 2020년 | 도망친 여자             | 감희          | 홍상수 |      |
| 2021년 | 인트로덕션              | 화가          | 홍상수 |      |
| 2022년 | 소설가의 영화           | 길수          | 홍상수 |      |
| 2023년 | 물안에서                |               | 홍상수 |      |
| 2023년 | 우리의 하루             | 상원          | 홍상수 |      |

### 드라마
| 연도   | 방송사 | 제목                 | 역할   | 비고              |
| ------ | ------ | -------------------- | ------ | ----------------- |
| 1999년 | KBS1   | 학교 2               | 신혜원 | 1회~24회까지 출연 |
| 1999년 | KBS2   | 오! 해피데이         |        | 일요시트콤        |
| 2000년 | KBS2   | 성난 얼굴로 돌아보라 | 이혜정 | 16부작            |
| 2000년 | SBS    | 줄리엣의 남자        | 소찬비 | 17부작            |
| 2002년 | SBS    | 순수의 시대          | 홍지윤 | 16부작            |
| 2004년 | SBS    | 형수님은 열아홉      | 최수지 | 16부작            |
| 2006년 | KBS2   | 굿바이 솔로          | 최미리 | 16부작            |
| 2008년 | KBS2   | 연애결혼             | 이강현 | 16부작            |

### 뮤직비디오
| 연도   | 아티스트명 | 곡명        | 비고               | 저작권 |
| ------ | ---------- | ----------- | ------------------ | ------ |
| 1998년 | 샵         | 〈Sad Way〉 | 신민아와 함께 출연 |        |

## 방송

### 텔레비전 프로그램
| 연도 | 방송사 | 제목                   | 역할        | 비고                                             |
| ---- | ------ | ---------------------- | ----------- | ------------------------------------------------ |
| 2000 | SBS    | 인기가요               | MC          | 안재모와 공동 진행 (2000년 4월 23일 ~ 12월 24일) |
| 2001 | KBS2   | 쇼 파워 비디오         | 고정 출연   | '김민희의 하면 돼지' 코너                        |
| 2008 | MBC    | 유재석 김원희의 놀러와 | 게스트 출연 | (2008년 1월 12일)                                |
| 2012 | MBC    | 유재석 김원희의 놀러와 | 게스트 출연 | (2012년 2월 27일)                                |
| 2012 | tvN    | 백지연의 피플 인사이드 | 게스트 출연 | 김민희&변영주 감독 편 (2012년 3월 7일)           |

## 광고
| 연도        | 기업명                          | 제품명                                          | 종류                      | 공동 출연            |
| ----------- | ------------------------------- | ----------------------------------------------- | ------------------------- | -------------------- |
| 1998        | 보령메디앙스                    | 지에닉클렌징폼                                  | 화장품                    |                      |
| 1999        | KT                              | M018 아이클릭유                                 | 통신사                    | 원빈, 김효진         |
| 1999        | 크라운제과                      | 블랙로즈, 화이트로즈                            | 스낵                      |                      |
| 1999        | 롯데칠성                        | 스무디아                                        | 음료                      |                      |
| 1999        | 한국P&G                         | 위스퍼                                          | 여성 생리대               |                      |
| 1999        |                                 | I.N.V.U                                         | 여성의류                  |                      |
| 1999        | 서울신문사                      | 파르페                                          |                           |                      |
| 1999        | 오리온                          | 촉촉한 초코칩쿠키                               | 스낵                      |                      |
| 1999 ~ 2003 | 코리아나화장품                  | 엔시아                                          | 화장품                    |                      |
| 2000        | 롯데제과                        | 아이쫀                                          | 초코바                    |                      |
| 2000        | 웅진식품                        | 하늘보리                                        | 음료                      |                      |
| 2000        | KT                              | 원샷018                                         | 통신사                    | 차태현               |
| 2000        | KT                              | 018 M together                                  | 통신사                    | 차태현, 김정은, 원빈 |
| 2000        | (주)SUBI                        | SUBI(수비)                                      | 여성의류                  |                      |
| 2000        | 모토로라 코리아                 | 모토로라 윙스                                   | 휴대폰                    | 김승현               |
| 2000        | 남양유업                        | 밸런스3                                         | 음료                      |                      |
| 2001        | 코데즈컴바인                    | 옹골진(ONG)                                     | 캐쥬얼의류                |                      |
| 2001        | 대현                            | 블루페페(blu:pepe)                              | 여성의류                  |                      |
| 2001        | 한국HP-컴팩코리아               | 컴팩 프리자리오                                 | 노트북                    |                      |
| 2001 ~ 2003 | KT                              | 매직엔, 메직엔 멀티메일                         | 통신사                    | 강타, 이정재         |
| 2002        | 상호저축은행                    | 굿머니                                          | 금융기관                  |                      |
| 2002 ~ 2003 | 한국후지필름                    | 후지필름                                        | 카메라                    |                      |
| 2002        | 5425(주)                        | 700-5425                                        | 벨소리 통화 연결음 서비스 |                      |
| 2002        | 오리온                          | 이츠 예감                                       | 스낵                      |                      |
| 2002        | 롯데캐논                        | 버블젯                                          | 프린터기                  |                      |
| 2003        | 리얼컴퍼니                      | 라디오가든                                      | 캐쥬얼의류                |                      |
| 2004        | 한국로레알                      | 로레알파리-페리아3D                             | 화장품                    |                      |
| 2007        | 이베이 코리아                   | 옥션                                            | 오픈 마켓                 |                      |
| 2007        | (주)다음커뮤니케이션            | 다음(DAUM)                                      | 포털사이트                |                      |
| 2007 ~ 2010 | 이넬화장품                      | 입큰                                            | 화장품                    |                      |
| 2009        | 유니클로 코리아                 | 유니클로                                        | 스파 의류                 |                      |
| 2010        | 플라터너스(동광인터내셔날 계열) | 데카당스                                        | 무스탕                    |                      |
| 2011        | 하이트진로                      | 맥스(MAX) ※한국영화 시네마테크 건립 후원 캠페인 | 주류                      | 김하늘               |
| 2011 ~ 2012 | 삼성물산 패션부문               | 빈폴 JUUN.J 악세사리                            | 가방                      |                      |
| 2011 ~ 2012 | GW에이글스포스웨어              | 에이글                                          | 아웃도어                  |                      |
| 2011 ~ 2012 | 엘오케이(유)                    | 슈에무라                                        | 화장품                    |                      |
| 2013        | 세정                            | 크리스크리스티                                  | 의류                      | 원빈                 |
| 2014        | 서울우유협동조합                | 스페셜티 카페라떼                               | 컵커피                    |                      |
| 2014~2015   | 폴리 폴리 코리아                | 폴리 폴리(Folli Follie)                         | 그리스 주얼리             | [ 34 ]               |
| 2015        | GSK컨슈머헬스케어               | 피지오겔                                        | 스킨케어 브랜드           |                      |

## 기타 경력
| 연도   | 홍보대사명                                           |
| ------ | ---------------------------------------------------- |
| 2010년 | 제9회 미쟝센 단편영화제 멜로드라마부문 명예 심사위원 |
| 2018년 | 미국예술과학아카데미(AMPAS) 신입회원                 |